# Compostela, Mexiko
Compostela är en ort i Mexiko.   Den ligger i kommunen Compostela och delstaten Nayarit, i den centrala delen av landet, 600 km väster om huvudstaden Mexico City. Compostela ligger 855 meter över havet och antalet invånare är 16 162.
Terrängen runt Compostela är huvudsakligen kuperad, men den allra närmaste omgivningen är platt. Runt Compostela är det ganska glesbefolkat, med 47 invånare per kvadratkilometer. Compostela är det största samhället i trakten. Trakten runt Compostela består till största delen av jordbruksmark.